# Мијачи
Мијачи је насељено место града Ваљева у Колубарском округу. Према попису из 2022. било је 128 становника. У овом селу рођена су два епископа СПЦ Милутин Кнежевић и Јован Пурић

## Демографија
У насељу Мијачи живи 166 пунолетних становника, а просечна старост становништва износи 46,2 година (46,8 код мушкараца и 45,5 код жена). У насељу има 64 домаћинства, а просечан број чланова по домаћинству је 3,02.
Ово насеље је великим делом насељено Србима (према попису из 2002. године), а у последња три пописа, примећен је пад у броју становника.
|  |

| Демографија | Демографија | Демографија |
| Година      | Становника  | Становника  |
| ----------- | ----------- | ----------- |
| 1948.       | 427         |             |
| 1953.       | 431         |             |
| 1961.       | 392         |             |
| 1971.       | 325         |             |
| 1981.       | 272         |             |
| 1991.       | 242         | 240         |
| 2002.       | 193         | 199         |

| Етнички састав према попису из 2002.‍ | Етнички састав према попису из 2002.‍ | Етнички састав према попису из 2002.‍ | Етнички састав према попису из 2002.‍ | Етнички састав према попису из 2002.‍ |
| ------------------------------------ | ------------------------------------ | ------------------------------------ | ------------------------------------ | ------------------------------------ |
|                                      |                                      |                                      |                                      |                                      |
| Срби                                 | Срби                                 |                                      | 190                                  | 98,44%                               |
| Црногорци                            | Црногорци                            |                                      | 1                                    | 0,51%                                |
| непознато                            | непознато                            |                                      | 2                                    | 1,03%                                |

| Година пописа     | 1948. | 1953. | 1961. | 1971. | 1981. | 1991. | 2002. |
| ----------------- | ----- | ----- | ----- | ----- | ----- | ----- | ----- |
| Број домаћинстава | 65    | 62    | 66    | 66    | 73    | 69    | 64    |

| Број чланова      | 1  | 2  | 3 | 4  | 5 | 6 | 7 | 8 | 9 | 10 и више | Просек |
| ----------------- | -- | -- | - | -- | - | - | - | - | - | --------- | ------ |
| Број домаћинстава | 16 | 18 | 5 | 10 | 9 | 4 | 0 | 1 | 1 | 0         | 3,02   |

| Пол    | Укупно | Неожењен/Неудата | Ожењен/Удата | Удовац/Удовица | Разведен/Разведена | Непознато |
| ------ | ------ | ---------------- | ------------ | -------------- | ------------------ | --------- |
| Мушки  | 93     | 23               | 51           | 10             | 2                  | 7         |
| Женски | 76     | 5                | 53           | 15             | 0                  | 3         |
| УКУПНО | 169    | 28               | 104          | 25             | 2                  | 10        |

| Пол    | Укупно                    | Пољопривреда, лов и шумарство | Рибарство                            | Вађење руде и камена | Прерађивачка индустрија       |
| ------ | ------------------------- | ----------------------------- | ------------------------------------ | -------------------- | ----------------------------- |
| Мушки  | 72                        | 63                            | 0                                    | 0                    | 3                             |
| Женски | 38                        | 36                            | 0                                    | 0                    | 1                             |
| УКУПНО | 110                       | 99                            | 0                                    | 0                    | 4                             |
| Пол    | Производња и снабдевање   | Грађевинарство                | Трговина                             | Хотели и ресторани   | Саобраћај, складиштење и везе |
| Мушки  | 0                         | 2                             | 1                                    | 1                    | 0                             |
| Женски | 0                         | 0                             | 0                                    | 0                    | 0                             |
| УКУПНО | 0                         | 2                             | 1                                    | 1                    | 0                             |
| Пол    | Финансијско посредовање   | Некретнине                    | Државна управа и одбрана             | Образовање           | Здравствени и социјални рад   |
| Мушки  | 0                         | 0                             | 0                                    | 0                    | 0                             |
| Женски | 0                         | 0                             | 0                                    | 0                    | 1                             |
| УКУПНО | 0                         | 0                             | 0                                    | 0                    | 1                             |
| Пол    | Остале услужне активности | Приватна домаћинства          | Екстериторијалне организације и тела | Непознато            | Непознато                     |
| Мушки  | 0                         | 0                             | 0                                    | 2                    | 2                             |
| Женски | 0                         | 0                             | 0                                    | 0                    | 0                             |
| УКУПНО | 0                         | 0                             | 0                                    | 2                    | 2                             |

## Галерија
- Мијачи - панорама
- Мијачи - панорама
- Мијачи - панорама
- Мијачи - панорама
- Мијачи - панорама
- Мијачи - панорама